# エファージュ (フランスの企業)
エファージュ（仏: Eiffage S.A.）は、フランスの大手建設会社。6万人以上の従業員を雇用し、フランスの建設会社としてはヴァンシ、ブイグに次ぐ第3位。パリ南西のヴェリジー＝ヴィラクブレーに本社を置く。ユーロネクスト・パリ上場企業（Euronext: FGR ）。

## 沿革
1844年設立のFougerolleと、1924年設立のSAE（La Societe Auxiliaire d' Enterprises Electriques et de Travaux Public）が、1993年に合併して設立された。Fougerolleはゴッタルド鉄道トンネルやタンカルヴィル橋などを建設し、SAEはフランス最古のオートルートであるオートルート A13やインドネシアのスカルノ・ハッタ国際空港などを建設、1990年にSAEに合流したEiffel社は、エッフェル塔の建設会社であった。
1871年設立のBeugnetを1995年に買収、1999年の夏に組織の再編成が決定され、2000年1月に1863年設立のQuilleryを統合の上、建設をはじめとする各部門制となった。2005年12月のフランス政府による高速道路混合経済会社（SEMCA）の一部事業売却に応じる形で、2006年2月にグループ会社Autoroutes Paris-Rhin-Rhône (APRR)を発足させ、フランス国内のオートルート運営事業にヴァンシ、アベルティスと共に参与している。2008年12月、Clemessyを買収し子会社とし、2014年6月、カナダ・オンタリオ州の橋梁土木事業者Innovative Civil Constructors Inc.(ICCI)を買収し、エファージュカナダ支社の子会社とした。

## グループ会社
- エファージュ・コンストラクション：都市施設建設事業
- エファージュ・インフラストラクチャー：道路や鉄道の建設・土木事業
- エファージュ・エネルギー：エネルギーインフラ事業
- エファージュ・コンセッション：コンセッション事業
- Autoroutes Paris-Rhin-Rhône (APRR)：高速道路・有料道路運営子会社
- Clemessy：エンジニアリング子会社

## 主な施工物件
- 英仏海峡トンネル（1994年完成）
- ノルマンディー橋（1995年完成）
- 欧州議会拡張工事（1998年完成）
- パリメトロ14号線（1998年完成）
- コペンハーゲン地下鉄（2002年完成）
- ミヨー橋（2004年完成）
- LGVペルピニャン-フィゲラス線（2009年完成）
- リエージュ＝ギユマン駅 新駅舎建設工事（2009年完成）
- ルーヴル美術館ランス別館（2012年完成）
- スタッド・ピエール＝モーロワ（2012年完成）
- ピカソ美術館改修工事（2012年完成）
- ルイ･ヴィトン財団美術館（2013年完成）
- モン・サン＝ミシェル アクセス道路（2014年完成）
- LGVブルターニュ-ペイ・ド・ラ・ロワール線（2017年完成）
- ベルリン・ブランデンブルク国際空港（2020年完成予定）
- HS2（2025年完成予定）